# Banc Nacional Croat
El Banc Nacional Croat (en croat: Hrvatska narodna banka o HNB) és el banc central de la República de Croàcia.
El HNB va ser establert per la Constitució de Croàcia que va ser aprovada pel Parlament de Croàcia el 21 de desembre de 1990. Les seves principals responsabilitats són l'estabilitat de la moneda nacional, la kuna, i garantir la liquiditat financera general al país. El HNB també emet bitllets i té les reserves monetàries nacionals. En desenvolupant les seves funcions, el HNB actua com a institució independent que respon davant el Parlament. El banc té un capital social de 2.500.000.000 kunes croates (338 milions d'euros). El HNB actua en consonància amb la Llei del Banc Nacional Croat.

## Fundació
El 21 de desembre de 1990 la Constitució de Croàcia, en l'article 53, va nomenar el Banc Nacional Croat com a banc central de Croàcia, i va declarar les seves responsabilitats: "El Banc Nacional Croat és el banc central de la República de Croàcia. El Banc Nacional Croat és responsable, en l'àmbit dels seus drets i obligacions, de l'estabilitat de la moneda i la liquiditat de pagaments a l'estat i a fora. El Banc Nacional Croat és independent en la seva activitat i respon davant el Sabor croat. Els beneficis obtinguts pel Banc Nacional Croat pertanyen al pressupost de l'Estat de Croàcia. La posició del Banc Nacional Croat la determina la llei." Per una esmena de la Constitució de Croàcia el 1997, l'antic nom del Banc Banc Nacional de Croàcia (en croat: Narodna banka Hrvatske) va canviar a Banc Nacional Croat (en croat: Hrvatska narodna banka).

## Funcions del Banc
El Banc desenvolupa totes les funcions d'un banc central. La més important d'aquestes se suposa que és el manteniment de l'estabilitat de preus i donar suport a les polítiques econòmiques del Govern de la República de Croàcia, per tant promovent el creixement econòmic. El HNB no pot prestar diners al Govern de Croàcia.
Els principals objectius del Banc Nacional Croat són:
- La identificació i la implementació de la política dels tipus de canvi i monetària
- La gestió de les reserves internacionals
- L'emissió de bitllets i monedes
- La supervisió de la creació, operació i finalització de bancs
- La regulació, millora i control de pagaments
- La realització d'altres tasques estipulades per llei

### Estabilitat monetària
L'estabilitat de preus és el principal criteri per l'estabilitat monetària. L'estabilitat de preus es manté assegurant-se que l'increment de preus arribi a l'objectiu d'inflació del Govern.

### Estabilitat financera
Mantenir l'estabilitat financera implica protegir-se contra les amenaces al sistema financer global. Les amenaces són detectades per les funcions d'intel·ligència de mercat i vigilància del Banc. Les amenaces es resolen mitjançant operacions financeres i d'altra índole. El Banc treballa conjuntament amb altres institucions per a assegurar l'estabilitat monetària i financera.

## Governadors
- Ante Čičin-Šain (agost 1990 – maig 1992)
- Pero Jurković (juny 1992 – febrer 1996)
- Marko Škreb (març 1996 – juliol 2000)
- Željko Rohatinski (juliol 2000 – juliol 2012)
- Boris Vujčić (8 juliol 2012 – actualitat)